# Bohuslavice (district de Náchod)
Pour les articles homonymes, voir Bohuslavice.
Bohuslavice (en allemand : Bohaslawitz) est une commune du district de Náchod, dans la région de Hradec Králové, en République tchèque. Sa population s'élevait à 1 011 habitants en 2022.

## Géographie
Bohuslavice se trouve près de la frontière polonaise, à 13 km au sud-ouest de Náchod, à 22 km au nord-est de Hradec Králové et à 121 km à l'est-nord-est de Prague.
La commune est limitée par Slavětín nad Metují, Černčice et Vršovka au nord, par Dobruška à l'est, par Pohoří au sud, et par České Meziříčí et Rohenice à l'ouest.

## Histoire
La première mention écrite du village date de 1361.

## Galerie

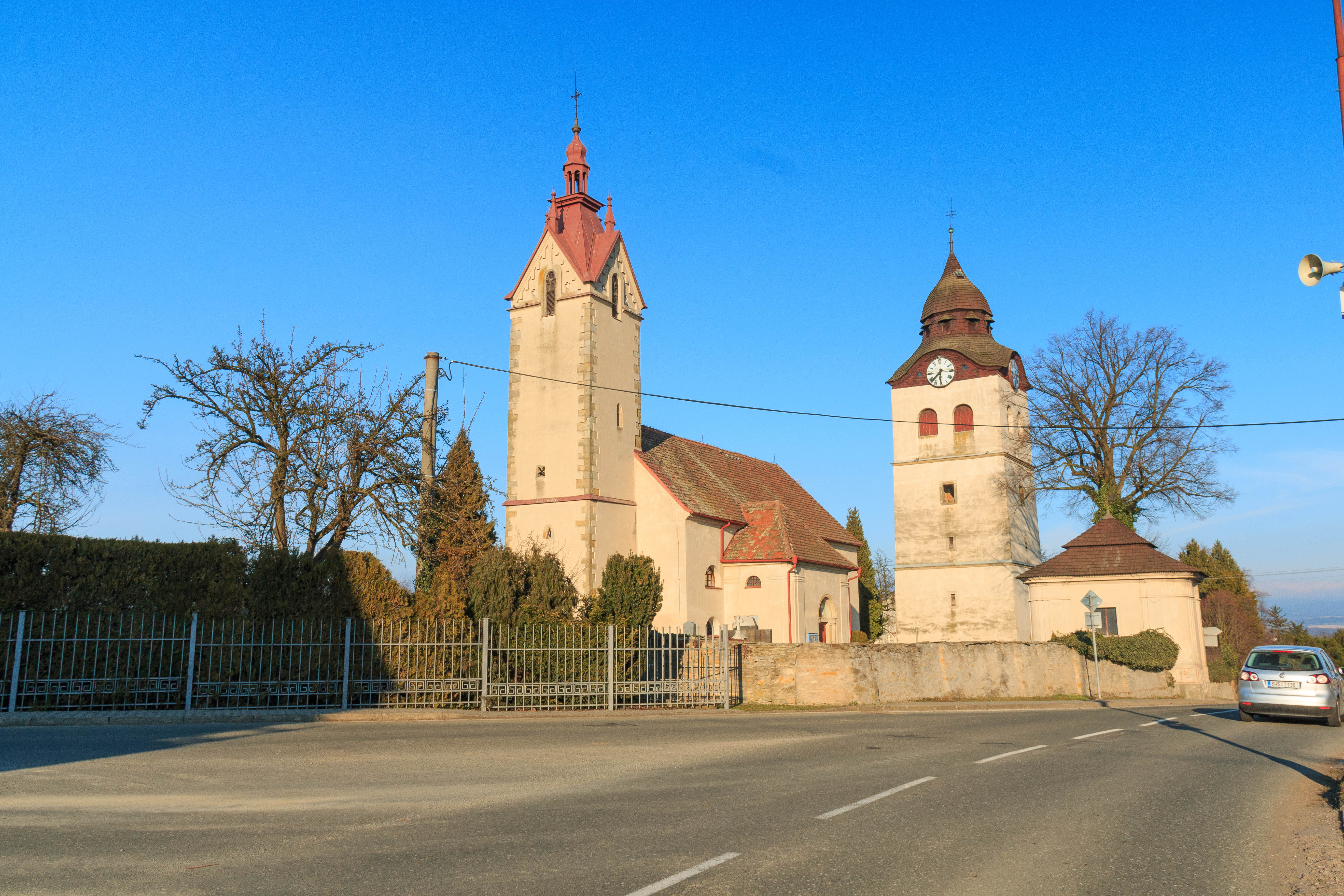
Église Saint-Nicolas.
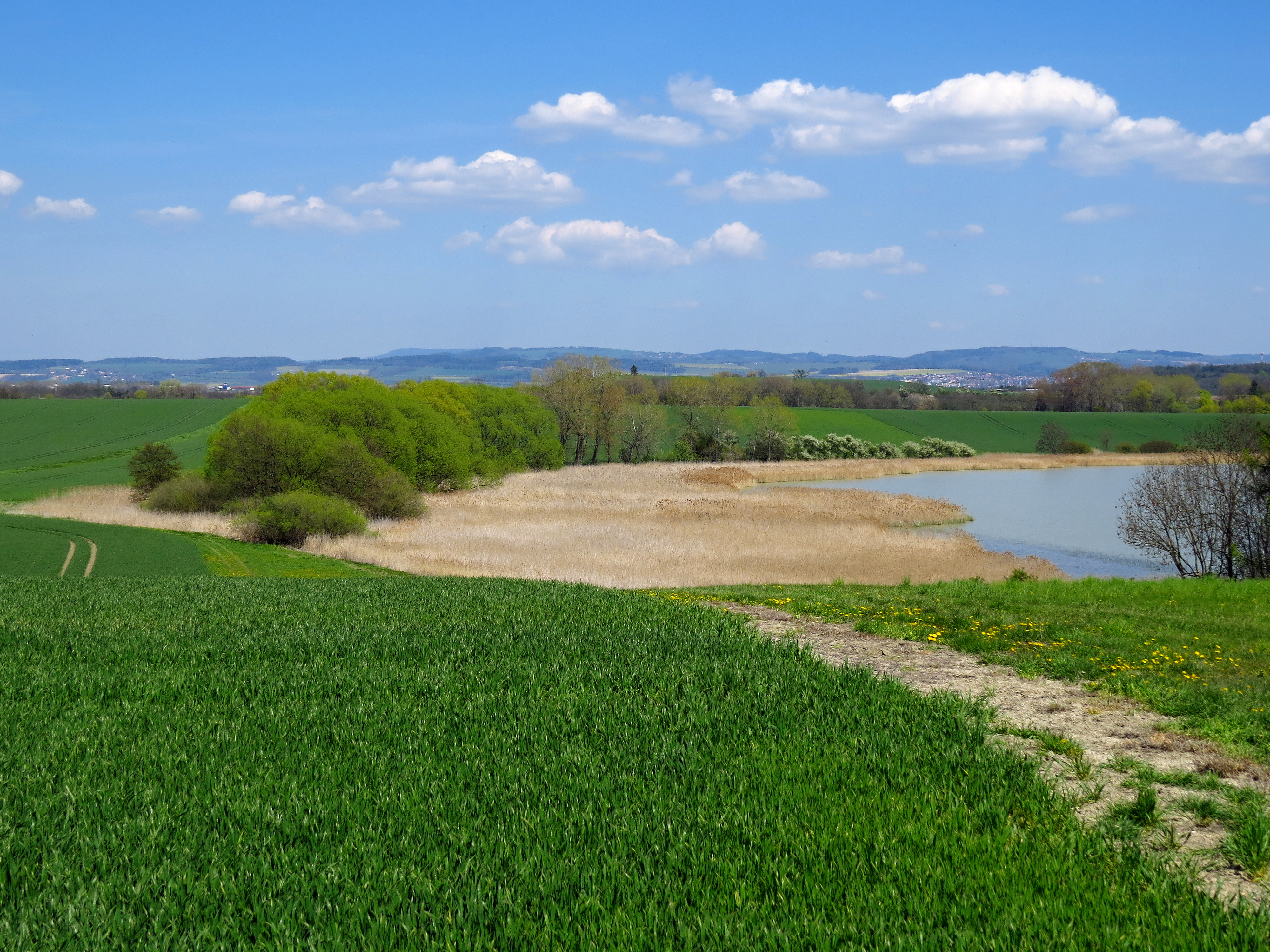
Étang de Tuří.

## Transports
Par la route, Bohuslavice se trouve à 9 km de Nové Město nad Metují, à 16 km de Náchod, à 24 km de Hradec Králové et à 143 km de Prague. 